# Огбогу, Чиака
Чиака Сильвия Огбогу (англ. Chiaka Sylvia Ogbogu; 15 апреля 1995, Ньюарк, штат Нью-Джерси, США) — американская волейболистка. Центральная блокирующая. Олимпийская чемпионка 2020.

## Биография
Чиака Огбогу родилась в Ньюарке (штат Нью-Джерси) в семье выходцев из Нигерии Хенри и Виктории Огбогу. Вскоре после рождения переехала с семьёй в Коппелл (штат Техас). Волейболом начала заниматься в школьной команде этого города. 
В 2013—2017 выступала за команду Техасского университета (Остин) в студенческих соревнованиях. В 2015 году стала серебряным призёром чемпионата Национальной ассоциации студенческого спорта (англ. National Collegiate Athletic Association, сокр. NCAA), а в 2013 и 2014 доходила со своей командой до полуфинала чемпионата этой ассоциации.
В январе 2018 года Огбогу уехала в Италию, где заключила свой первый профессиональный контракт, присоединившись к команде итальянской серии А1 «Иль Бизонте Фиренце» из Сан-Кашано. В 2018—2019 выступала за польский «Хемик», в 2019—2020 — за итальянский «Имоко Воллей», а в 2020—2021 за «Эджзаджибаши» из Турции. В 2021 перешла в турецкий «Вакыфбанк». В сезоне 2024—2025 выступала за «Остин», с которым выиграла чемпионат LOVB, а в 2025 вернулась в «Вакыфбанк».
С 2018 года Чиака Огбогу является игроком национальной сборной США. В её составе становилась победителем Лиги наций (дважды), розыгрыша Панамериканского Кубка, а в 2021 стала обладателем «золота» отложенных на год Олимпийских игр в Токио.  

### Клубная карьера
- 2013—2017 —  Техасский университет в Остине;
- 2018 —  «Иль Бизонте Фиренце» (Сан-Кашано-ин-Валь-ди-Пеза);
- 2018—2019 —  «Хемик» (Полице);
- 2019—2020 —  «Имоко Воллей» (Конельяно);
- 2020—2021 —  «Эджзаджибаши» (Стамбул);
- 2021—2024 —  «Вакыфбанк» (Стамбул);
- 2024—2025 —  «Остин» — LOVB;
- с 2025 —  «Вакыфбанк» (Стамбул).

## Достижения

### Со сборной США
- Олимпийская чемпионка 2020;
  - серебряный призёр Олимпийских игр 2024.
- серебряный призёр розыгрыша Кубка мира 2019.
- двукратный победитель Лиги наций — 2019, 2021.
- двукратный серебряный призёр чемпионатов NORCECA — 2019, 2023.
- победитель розыгрыша Панамериканского Кубка2018.

### С клубами
- серебряный призёр чемпионата NCAA 2015.
- победитель розыгрыша Кубка Польши 2019.
- обладатель Суперкубка Италии 2019.
- победитель розыгрыша Кубка Италии 2020.
- чемпионка Турции 2022;
  - бронзовый призёр чемпионата Турции 2024.
- двукратный обладатель Суперкубка Турции — 2020, 2021.
- 3-кратный победитель розыгрышей Кубка Турции — 2021, 2022, 2023.
- чемпионка США (LOVB) 2025.

- чемпионка мира среди клубных команд 2021;
  - двукратный серебряный призёр клубных чемпионатов мира — 2022, 2023.
- двукратный победитель Лиги чемпионов ЕКВ — 2022, 2023.

### Индивидуальные
- 2014: лучшая центральная блокирующая (одна из двух) чемпионата NCAA.
- 2018: лучшая центральная блокирующая (одна из двух) Панамериканского Кубка.
- 2019: лучшая центральная блокирующая (одна из двух) Кубка Польши.
- 2022: лучшая центральная блокирующая (одна из двух) клубного чемпионата мира.
- 2024: лучшая центральная блокирующая (одна из двух) Олимпийских игр.